# 高田美和
高田 美和（たかだ みわ、1947年〈昭和22年〉1月5日 - ）は、日本の女優、歌手。京都府京都市出身。オフィス天童所属。
本名：梶浦 美知子（かじうら みちこ）。血液型はA型。父は往年の時代劇スター・高田浩吉。俳優の大浦龍宇一は甥にあたる。日本大学鶴ヶ丘高等学校卒業。

## 来歴・人物
同志社女子中学校卒業後、京都女子高校に入学。その後、日本大学鶴ヶ丘高等学校に転校。高校1年生だった1962年、大映に入社し、同年三隅研次監督『青葉城の鬼』でデビュー。以後、『座頭市兇状旅』『舞妓と暗殺者』『大魔神』『眠狂四郎勝負』などの時代劇で可憐な娘役として活躍する一方、『高校三年生』『青いくちづけ』『十七才は一度だけ』『わが愛を星に祈りて』『限りある日を愛に生きて』などの映画にも清楚な現代娘の役で多数主演。姿美千子とともに1960年代の大映の清純派スターとして世の男性達の人気を二分した。
1966年10月には、エジプト（当時はアラブ連合共和国）で開催された「日本映画見本市」に出席のため、女優の中真千子、進千賀子らとともにエジプトを訪れている。
1968年の大映退社後はテレビと舞台に仕事の場を移し、『一の糸』『女系家族』『おんなみち』などのテレビドラマに出演したほか、「2時のワイドショー」の司会者としても活躍。舞台作品では『雲霧仁左衛門』などがある。1982年、ひさしぶりの映画出演となったにっかつロマン・ポルノ大作『軽井沢夫人』に主演。大胆なベッドシーンに挑戦し、「清純派からの破格の大変身」と話題を呼んだ。
1973年、歌舞伎俳優の片岡秀太郎と結婚したが、のちに離婚。離婚の理由は、夫が日活ロマンポルノへの出演交渉を積極的に行ったことなどが連日スキャンダラスに報道されたことだった。
2014年1月9日放送の『木曜8時のコンサート』（テレビ東京）に出演し、梶光夫と「わが愛を星に祈りて」を歌唱した。

## 出演

### 映画
- 青葉城の鬼（1962年）
- 殺陣師段平（1962年）
- 女系家族（1963年）
- 座頭市シリーズ
  - 座頭市兇状旅（1963年） - のぶ
  - 座頭市関所破り（1964年） - お咲

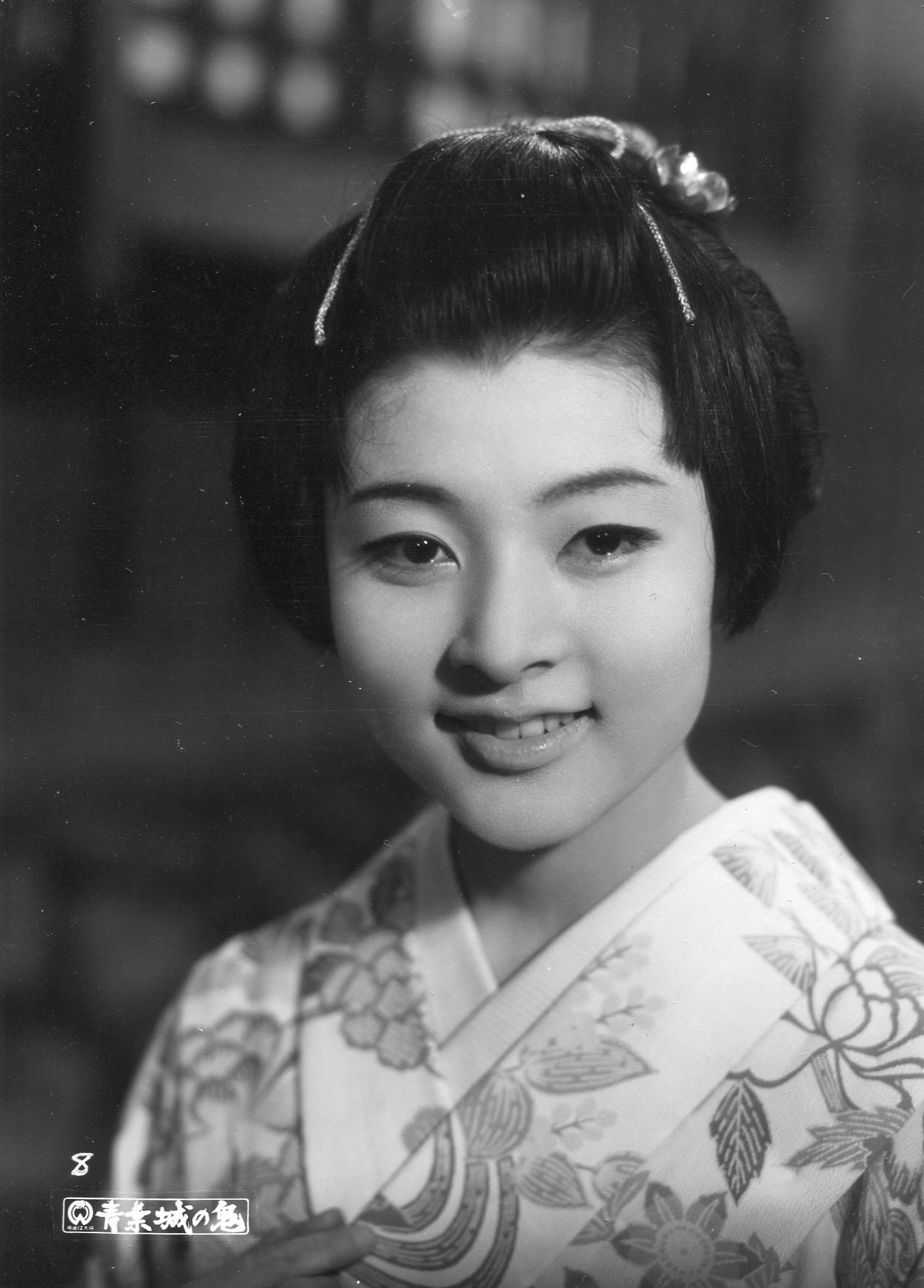
『青葉城の鬼』（1962年）

  - 座頭市血煙り街道（1967年） - おみつ
- 舞妓と暗殺者（1963年）
- 近世名勝負物語 花の講道館（1963年）
- 高校三年生（1963年）
- 眠狂四郎シリーズ
  - 眠狂四郎勝負（1964年）
  - 眠狂四郎女地獄（1968年）
- ど根性物語 図太い奴（1964年）
- 日本名勝負物語 講道館の鷲（1964年）
- 青い性（1964年）
- 十七才は一度だけ（1964年）
- 狸穴町0番地（1965年）
- 青いくちづけ（1965年）
- 若親分喧嘩状（1966年）
- わが愛を星に祈りて（1966年）
- 大魔神（1966年） - 花房小笹
- 限りある日を愛に生きて（1967年）
- 陸軍中野学校 密命（1967年）
- 妖怪百物語（1968年）
- 二匹の用心棒（1968年）
- 軽井沢夫人（1982年）
- 兜 KABUTO（1991年）

### テレビドラマ
- 青い山脈（1962年、MBS）
- 京は日本晴れ（1963年、MBS）
- 母の曲（1966年、NTV）
- 京おんな・鹿の子（1967年、NHK）
- 祇園花見小路（1967年、YTV）
- ばってら（1968年、MBS）
- 大奥（1968年版、関西テレビ） - 菊絵 役
- 丸太と包丁（1968年、NTV）
- あゝ忠臣蔵（1969年、KTV） - 阿久里（瑶泉院） 役
- 一の糸（1969年、NHK） - 露沢春子 役
- 父と娘の季節（1969年、NHK）
- 牡丹燈籠 前編・後編（1969年、KTV）
- 水戸黄門（TBS / C.A.L）
  - 第1部 第18話「じゃじゃ馬ならし -津山-」（1969年） - 琴姫 役
  - 第22部 第36話「花のお江戸の大掃除 -江戸-」（1994年） - 春日井 役
  - 第24部 第4話「愛を引き裂く八丁味噌 -岡崎-」（1995年） - お勢 役
- 大坂城の女（1970年、NET） - 千絵（木村重成の妻）（青柳） 役
- 柳生十兵衛（1970年、CX）
- 徳川おんな絵巻（1971年、関西テレビ） - お道の方、津軽綾姫 役
- 眠狂四郎 第9話「異人の剣が吠える」（1972年）
- 銭形平次（CX）
  - 第320話「与力見習一番手柄」（1972年） - 琴江 役
  - 第461話「佐渡の恋唄」（1975年） - お浜 役
  - 第784話「銃声に忍ぶ恋」（1981年） - おもん 役
  - 第849話「密告者」（1983年） - お咲 役
- 蛇姫様（1972年、12CH）
- 旅の馬鹿安（1972年、NET）
- 地上の星座（1972年、CX）
- 怪談 第2話「牡丹燈籠」（1972年、NET）- お露
- 遠山の金さん捕物帳 第149話「替玉に惚れた女」（1973年、NET） - 末姫 役
- 若さま侍捕物手帖 第12話「小鳥の消えた甲州路」（1973年、KTV） - 織江 役
- 女系家族（1975年、MBS）
- 鬼平犯科帳'75  第13話「おふさ 伊之松」（1975年、NET） - おふさ 役
- 徳川三国志（1975年、NET） - 千姫 役
- 伝七捕物帳 第66話「江戸の花、めおと仇討」（1975年、NTV） - 与志 役
- 非情のライセンス 第2シリーズ 第46話「兇悪の閃光」（1975年、NET）
- お耳役秘帳 第7話「女やもめの花が散る」（1976年、KTV） - 采女の方 役
- 必殺からくり人 第4話「息子には花婿をどうぞ」（1976年、ABC / 松竹） - 邦江 役
- おんなみち（1977年、CX）
- 蜜の誘惑（1978年、MBS）
- 斬り捨て御免!（12ch）
  - 第1リシーズ 第20話「奈落の底に潜む謎」（1980年） - おみつ 役
  - 第2リシーズ 第23話「妖しく匂う無情花」（1981年） - 志津 役
- 大江戸捜査網 第502話「幻を慕う女」（1981年、12ch / 三船プロ） - おゆき 役
- 文吾捕物帳 第6話「もうひとつの顔」（1981年、ANB / 三船プロ）
- 暴れん坊将軍シリーズ（ANB / 東映）
  - 吉宗評判記 暴れん坊将軍 第137話「江戸育ち女棟梁」（1980年） - お斗代 役
  - 暴れん坊将軍II 第72話「座布団の雨 上様初舞台!」（1984年） - 市村菊之丞（菊） 役
  - 暴れん坊将軍III 第65話「ご用心! 新さんに愛人疑惑!?」（1989年） - おもん 役
  - 暴れん坊将軍IV 第25話「母恋い飛脚」（1991年） - おりは 役
  - 暴れん坊将軍VIII 第11話「覗かれた大奥 女たちの陰謀」（1997年） - 綾瀬 役
- 遠山の金さん 第1シリーズ （ANB / 東映）
  - 第16話「地獄をのぞいた犬と少年!」（1982年）- おかじ
  - 第55話「華麗なる追跡! 三味線お蝶」（1983年）- お蝶
- 土曜ワイド劇場
  - 探偵・神津恭介の殺人推理「高木彬光の刺青殺人事件」（1983年放送） - 野村絹枝 役
  - 江戸川乱歩の美女シリーズ「天使と悪魔の美女」（1983年1月1日放送） - 青木芳江、偽物の青木芳江 役（二役）
  - 混浴露天風呂連続殺人7「OLいいたい放題ツアーと謎の美女」（1988年11月19日） - 北村俊江 役
  - 密会の宿5「家元争いの陰に女たちの艶やかな謀略が舞う 殺人は月明かりの稽古場で」（1989年） - 田中珠江 役
- 新・なにわの源蔵事件帳 第5話「艶女衣裳競べ」（1983年、NHK）
- 共犯の女たち（1984年、TBS）
- 月曜ワイド劇場 300万円紛失事件　銀行支店長をめぐる2人の女（1984年、ABC）
- 荒野のテレビマン（1987年、フジテレビ） - 横川そのみ 役
- 風雲!真田幸村（1989年、TX） - 淀の方 役
- 大岡越前 第14部 第6話「友を救った宿場の決闘」（1996年、TBS / C.A.L） - お駒 役
- 捜査検事・近松茂道5 自白〜京都祇園殺人事件!（2005年、テレビ東京 / BSジャパン）
- 渡る世間は鬼ばかり 第8シリーズ（2006年、TBS） - 大川梅子 役
- 月曜ゴールデン オバベン -京都ふたりの女弁護士-1「白装束の遺体がスーツケースの中に!?」（2013年、TBS） - 歩川佐知代 役

### 舞台
- 浪速女
- 雲霧仁左衛門

### 歌番組
- 第43回思い出のメロディー（2011年8月13日、NHK総合）
- NHK歌謡コンサート（2011年10月4日、NHK総合）

### バラエティー番組
- 2時のワイドショー - 司会

### その他
- 第38回日本歌手協会歌謡祭（2011年11月10日、ゆうぽうと）
- 秋の歌謡フェスティバル（2012年10月11日、ゆうぽうと）
- 日本歌手協会創立50周年記念 歌謡フェスティバル（2013年11月22日、ゆうぽうと）

## ディスコグラフィ

### シングル
| #  | 発売日          | 曲順 | タイトル               | 作詞         | 作曲       | 編曲       | レーベル        | 規格品番  |
| -- | --------------- | ---- | ---------------------- | ------------ | ---------- | ---------- | --------------- | --------- |
| 1  | 1964年 12月     | A面  | 十七才は一度だけ       | 川井ちどり   | 遠藤実     | 遠藤実     | 日本 コロムビア | SAS-400   |
| 1  | 1964年 12月     | B面  | 若い花園               | 関沢新一     | 遠藤実     | 遠藤実     | 日本 コロムビア | SAS-400   |
| 2  | 1965年 5月      | A面  | アロンスイー雨の街     | 木村葉子     | 宮川泰     | 宮川泰     | 日本 コロムビア | SAS-492   |
| 2  | 1965年 5月      | B面  | 花言葉の街             | 関沢新一     | 遠藤実     | 遠藤実     | 日本 コロムビア | SAS-492   |
| 3  | 1965年 9月      | A面  | 涙とキッス             | 西沢爽       | 只野通泰   | 只野通泰   | 日本 コロムビア | SAS-565   |
| 3  | 1965年 9月      | B面  | 哀愁の花               | 西沢爽       | 遠藤実     | 遠藤実     | 日本 コロムビア | SAS-565   |
| 4  | 1965年 11月     | A面  | サザンカの花咲く町     | 石本美由起   | 市川昭介   | 市川昭介   | 日本 コロムビア | SAS-613   |
| 4  | 1965年 11月     | B面  | 恋人ができちゃった     | 西沢爽       | 越部信義   | 越部信義   | 日本 コロムビア | SAS-613   |
| 5  | 1966年 3月      | A面  | 夕陽に手を振ろう       | 石本美由起   | 上原げんと | 市川昭介   | 日本 コロムビア | SAS-672   |
| 5  | 1966年 3月      | B面  | 白樺の丘               | 石本美由起   | 上原げんと | 市川昭介   | 日本 コロムビア | SAS-672   |
| 6  | 1966年 6月      | A面  | 黒髪のひとすじに       | 西沢爽       | 土田啓四郎 | 土田啓四郎 | 日本 コロムビア | SAS-721   |
| 6  | 1966年 6月      | B面  | 京の宿から             | 西沢爽       | 土田啓四郎 | 土田啓四郎 | 日本 コロムビア | SAS-721   |
| 7  | 1967年 1月      | A面  | 限りある日を愛に生きて | 水野薫       | 左哲矢     | 佐伯亮     | 日本 コロムビア | SAS-848   |
| 7  | 1967年 1月      | B面  | 涙の詩集               | 三浦康照     | 山本丈晴   | 伊藤祐春   | 日本 コロムビア | SAS-848   |
| 8  | 1967年 5月      | A面  | ひとりでいると         | 丘灯至夫     | 土田啓四郎 | 土田啓四郎 | 日本 コロムビア | SAS-884   |
| 8  | 1967年 5月      | B面  | こっちを向いて         | 丘灯至夫     | 土田啓四郎 | 土田啓四郎 | 日本 コロムビア | SAS-884   |
| 9  | 1967年 8月      | A面  | 祇園花見小路           | 万里村ゆき子 | 戸塚三博   | 戸塚三博   | 日本 コロムビア | SAS-961   |
| 9  | 1967年 8月      | B面  | 海のような人           | 万里村ゆき子 | 戸塚三博   | 戸塚三博   | 日本 コロムビア | SAS-961   |
| 10 | 1968年 1月      | A面  | きみとぼく             | 稲垣潤一郎   | 宇津木浩   | 宇津木浩   | 日本 コロムビア | SAS-1017  |
| 10 | 1968年 1月      | B面  | 恋のシルエット         | 稲垣潤一郎   | 宇津木浩   | 宇津木浩   | 日本 コロムビア | SAS-1017  |
| 11 | 1968年 5月      | A面  | 角笛を吹こう           | 新野新       | 土田啓四郎 | 土田啓四郎 | 日本 コロムビア | SAS-1088  |
| 11 | 1968年 5月      | B面  | さよならをいう前に     | 新野新       | 土田啓四郎 | 土田啓四郎 | 日本 コロムビア | SAS-1088  |
| 12 | 1969年 4月      | A面  | 朝やけの海             | 戸村十       | 山本丈晴   | 河村利夫   | 日本 コロムビア | SAS-1272  |
| 12 | 1969年 4月      | B面  | 愛をいだいて           | 戸村十       | 山本丈晴   | 河村利夫   | 日本 コロムビア | SAS-1272  |
| 13 | 1972年          | A面  | 銀座でひとり           | 藤田まさと   | 平尾昌晃   | 小谷充     | AMON            | AMON-1008 |
| 13 | 1972年          | B面  | 千羽鶴                 | 藤田まさと   | 平尾昌晃   | 小谷充     | AMON            | AMON-1008 |
| 14 | 1973年          | A面  | むらさき仁義           | 藤田まさと   | 遠藤実     | 只野通泰   | AMON            | AMON-1033 |
| 14 | 1973年          | B面  | おんなの頬に風が吹く   | 藤田まさと   | 猪俣公章   | 竹村次郎   | AMON            | AMON-1033 |
| 15 | 1981年 2月      | A面  | むらさき仁義           | 藤田まさと   | 遠藤実     | 只野通泰   | ミノル フォン   | KA-2008   |
| 15 | 1981年 2月      | B面  | 遊女                   | 嵯峨野秀邦   | 小川寛興   | 小川寛興   | ミノル フォン   | KA-2008   |
| 16 | 1987年 10月21日 | A面  | 後追しぐれ             | 吉田旺       | 桜田誠一   | 馬場良     | テイチク        | RE-789    |
| 16 | 1987年 10月21日 | B面  | みれん                 | 吉田旺       | 桜田誠一   | 馬場良     | テイチク        | RE-789    |

#### デュエット・シングル
| 発売日         | デュエット | 曲順 | タイトル                    | 作詞     | 作曲       | 編曲       | レーベル        | 規格品番 |
| -------------- | ---------- | ---- | --------------------------- | -------- | ---------- | ---------- | --------------- | -------- |
| 1965年 9月     | 梶光夫     | A面  | わが愛を星に祈りて          | 岩谷時子 | 土田啓四郎 | 土田啓四郎 | 日本 コロムビア | SAS-585  |
| 1966年 2月     | 梶光夫     | A面  | アキとマキ                  | 平岩弓枝 | 山本丈晴   | 伊藤祐春   | 日本 コロムビア | SAS-647  |
| 1966年 7月     | 梶光夫     | A面  | ハイご安全!                 | 野村俊夫 | 山本丈晴   | 佐伯亮     | 日本 コロムビア | SAS-747  |
| 1966年 7月     | 梶光夫     | B面  | 愛の手紙は幾歳月            | 西沢爽   | 山本丈晴   | 佐伯亮     | 日本 コロムビア | SAS-760  |
| 1966年 9月     | 梶光夫     | A面  | 野菊の墓                    | 岩谷時子 | 土田啓四郎 | 土田啓四郎 | 日本 コロムビア | SAS-772  |
| 1966年 9月     | -          | B面  | たけくらべ (歌：高田美和)   | 大矢弘子 | 土田啓四郎 | 土田啓四郎 | 日本 コロムビア | SAS-772  |
| 1967年 1月     | 梶光夫     | B面  | 幸せをあなたにあげたい      | 白鳥朝詠 | 山本丈晴   | 森岡賢一郎 | 日本 コロムビア | SAS-831  |
| 1968年 3月     | 高田浩吉   | A面  | 伝七小唄                    | 五十川光 | 土田啓四郎 | 土田啓四郎 | 日本 コロムビア | SAS-1077 |
| 1968年 3月     | -          | B面  | 鹿の子しぼり (歌：高田美和) | 五十川光 | 土田啓四郎 | 土田啓四郎 | 日本 コロムビア | SAS-1077 |
| 1986年 7月21日 | 芦屋雁之助 | A面  | 大阪めおと川                | 吉田旺   | 岡千秋     | 斉藤恒夫   | テイチク        | RE-723   |
| 1986年 7月21日 | 芦屋雁之助 | B面  | なれそめ                    | 吉田旺   | 岡千秋     | 斉藤恒夫   | テイチク        | RE-723   |

#### 4曲入りEP
| 発売日      | アルバム名        | 曲順 | タイトル | 作詞       | 作曲       | 編曲       | レーベル        | 規格品番 |
| ----------- | ----------------- | ---- | -------- | ---------- | ---------- | ---------- | --------------- | -------- |
| 1966年 11月 | 高田美和の 十三夜 | A面  | 十三夜   | 石松秋二   | 長津義司   | 土田啓四郎 | 日本 コロムビア | ASS-198  |
| 1966年 11月 | 高田美和の 十三夜 | A面  | 並木の雨 | 高橋掬太郎 | 池田不二男 | 土田啓四郎 | 日本 コロムビア | ASS-198  |
| 1966年 11月 | 高田美和の 十三夜 | B面  | 十九の春 | 西條八十   | 江口夜詩   | 土田啓四郎 | 日本 コロムビア | ASS-198  |
| 1966年 11月 | 高田美和の 十三夜 | B面  | 祇園小唄 | 長田幹彦   | 佐々紅華   | 土田啓四郎 | 日本 コロムビア | ASS-198  |

### アルバム
| 発売日         | タイトル                            | レーベル       | 規格   | 規格品番      |
| -------------- | ----------------------------------- | -------------- | ------ | ------------- |
| 1966年3月      | 二人の花のステージ 梶光夫・高田美和 | 日本コロムビア | LP     | ALS-4153      |
| 1966年10月     | 高田美和の十三夜                    | 日本コロムビア | LP     | ALS-4198      |
| 1990年11月21日 | 青春歌謡メモリアル 梶光夫・高田美和 | 日本コロムビア | CD     | COCA-6907     |
| 2010年8月20日  | 青春スター〜ときめきのヒロイン〜    | 日本コロムビア | CD-BOX | GES-32011〜16 |
| 2013年5月22日  | スター☆デラックス 高田美和          | 日本コロムビア | CD     | COCP-37983    |

### タイアップ曲
| 年     | 楽曲                   | タイアップ                           |
| ------ | ---------------------- | ------------------------------------ |
| 1964年 | 十七才は一度だけ       | 映画『十七才は一度だけ』主題歌       |
| 1965年 | アロンスイー雨の街     | 映画『狸穴町0番地』主題歌            |
| 1967年 | 限りある日を愛に生きて | 映画『限りある日を愛に生きて』主題歌 |
| 1967年 | 祇園花見小路           | NTV系ドラマ『祇園花見小路』主題歌    |
| 1968年 | 伝七小唄               | TBS系ドラマ『伝七捕物帳』主題歌      |
| 1968年 | 鹿の子しぼり           | TBS系ドラマ『伝七捕物帳』挿入歌      |

## 著書
- 『美しく和やかに 私のムチ打ち克服法』桃青社・コスモの本、2007年